# Islas Canton y Enderbury
Las Islas Canton y Enderbury comprenden los atolones de coral de Canton (ahora Kanton) y Enderbury en la parte nororiental de las islas Fénix, a unos 3000 km al sur de Hawái en el océano Pacífico central. Las islas fueron bases navales y aéreas importantes en el recorrido entre América y las Filipinas y Australia y fueron reclamadas tanto por el Reino Unido como por los Estados Unidos. Entre 1939 y 1979 conformaron un condominio angloamericano, con una administración conjunta por parte de ambos países. El acuerdo solo comprendía las islas Canton y Enderbury; Estados Unidos todavía reclamaba el resto de las islas Fénix bajo la ley de Islas Guaneras, pero, exceptuando la isla Hull, fueron abandonadas o quedaron bajo control exclusivamente británico hasta 1979.
Tanto el Reino Unido como los Estados Unidos reclamaban la soberanía sobre las islas desde mediados del siglo xix. La reclamación oficial británica se reafirmó de manera formal el 6 de agosto de 1936 y, en marzo de 1937, las islas se anexaron a la colonia de las Islas Gilbert y Ellice; el 31 de agosto de ese año establecieron una estación radial en Canton. En junio de 1937 ocurrió un altercado en esa isla entre el USS Avocet y el HMS Wellington y sus tripulaciones. Como respuesta, el presidente Roosevelt aprobó el 26 de julio un plan de la Marina de los Estados Unidos para ocupar Canton, y el 3 de marzo del año siguiente se reafirmó formalmente la reclamación de este país al colocar a Canton y Enderbury bajo el control del Departamento del Interior. Siete ciudadanos norteamericanos del Proyecto de colonización de las islas ecuatoriales estadounidenses desembarcaron en Canton el 7 de marzo. Para resolver estas pretensiones en conflicto, ambos gobiernos firmaron un acuerdo el 6 de abril de 1939 en el que se establecía la administración conjunta de las islas sin prejuicio de las reclamaciones de ninguna de las partes.
Los Estados Unidos y el Reino Unido cedieron el control de las islas al gobierno de la recién independizada Kiribati; el personal estadounidense abandonó la isla el 12 de julio de 1979, el día de la independencia de Kiribati. Mediante el Tratado de Tarawa, firmado el 20 de septiembre de 1979, ratificado por el Senado de los Estados Unidos el 21 de junio de 1983 y que entró en vigencia el 23 de septiembre de 1983, dicho país renunció formalmente a las reclamaciones sobre el antiguo condominio de las Islas Canton y Enderbury. En el mencionado tratado, Estados Unidos reconoció la soberanía de los kiribatianos sobre catorce islas, pero se reservó el derecho de mantener bases militares. Actualmente, las islas forman parte del grupo administrativo de las Islas Fénix en la República de Kiribati.
En 2005, la población de la isla Canton fue de 41 habitantes, menor a la de 61 en el año 2000. En mayo de 2010 se informó que la población era de 24 habitantes, 14 adultos y 10 niños. La única aldea de la isla se llama Tebaronga. Enderbury se encuentra deshabitada.
En 2006, el gobierno de Kiribati declaró que las islas, junto con otras islas Fénix, conformarían una zona marina protegida para preservar la fauna y la flora singulares del archipiélago y de sus aguas circundantes.